# Ylä-Uusimo
Ylä-Uusimo eller Ylimäinen Uusimo är en sjö i Finland. Den ligger i kommunen Pihtipudas i landskapet Mellersta Finland, i den centrala delen av landet, 400 km norr om huvudstaden Helsingfors. Ylä-Uusimo ligger 144 meter över havet. I omgivningarna runt Ylä-Uusimo växer i huvudsak blandskog. Den är 2 meter djup. Arean är 32,3 hektar och strandlinjen är 3,26 kilometer lång. Sjön  ingår i Kymmene älvs huvudavrinningsområde. 